# 四川大学华西第四医院
四川大学华西第四医院（英語：West China Fourth Hospital of Sichuan University）创立于1976年，是国家卫生健康委直属医院，是集医疗、教学、科研，预防和康复于一体的三级甲等医院；是教育部直属四川大学的附属医院，位于中华人民共和国四川省成都市武侯区人民南路三段18号，总建筑面积7万平方米，拥有床位600余张，职工851人，是职业病专科医院。

## 科室设置
四川大学华西第四医院共设临床医技科室26个。